# Hà Mãn
Hà Mãn là một phường thuộc thị xã Thuận Thành, tỉnh Bắc Ninh, Việt Nam.

## Địa lý
Phường Hà Mãn nằm ở phía tây thị xã Thuận Thành, cách trung tâm thị xã khoảng 8 km. Phường có vị trí địa lý:
- Phía đông giáp phường Thanh Khương và xã Nguyệt Đức
- Phía tây giáp phường Xuân Lâm
- Phía bắc giáp phường Trí Quả
- Phía nam giáp xã Ngũ Thái.

Phường có diện tích 3,58 km², dân số năm 2022 là 6.886 người, mật độ dân số đạt 1.923 người/km².

## Hành chính
Phường Hà Mãn gồm có 4 khu dân cư là Công Hà, Đông Cốc, Mãn Xá Tây và Mãn Xá Đông.

## Lịch sử
Trước đây, Hà Mãn là một xã thuộc huyện Thuận Thành.
Ngày 13 tháng 2 năm 2023, Ủy ban Thường vụ Quốc hội ban hành Nghị quyết số 723/NQ-UBTVQH15 (nghị quyết có hiệu lực từ ngày 10 tháng 4 năm 2023). Theo đó, thành lập thị xã Thuận Thành và thành lập phường Hà Mãn thuộc thị xã Thuận Thành trên cơ sở toàn bộ 3,58 km² diện tích tự nhiên, 6.886 người của xã Hà Mãn.

## Giao thông
Các tuyến, hệ thống giao thông quan trọng đi qua phường:
- Quốc lộ 17: đi qua khu phố Công Hà
- Tỉnh lộ 283: đi qua khu phố Đông Cốc (khu phố Cốc)
- Hệ thống xe buýt: 204, BN27.

## Kinh tế
Nghề chính của phường vẫn là nông nghiệp, ngoài ra trong lúc nông nhàn người dân cũng tranh thủ làm phụ thêm các công việc ở các vùng lân cận. Khoảng những năm 2015 trở lại đây các dịch vụ bắt đầu phát triển với tốc độ khá nhanh trên trục quốc lộ 17 đi qua khu phố Công Hà.

## Văn hóa

### Di tích
Phường có chùa Mẫu Tứ Pháp (dân gian gọi là chùa Tổ), tọa lạc ở thôn Mãn Xá thờ bà Man Nương mẹ của tứ pháp là: Pháp Vân, Pháp Lôi, Pháp Vũ, Pháp Điện. Đây được coi là ngôi chùa cổ nhất Việt Nam. Được xây dựng vào khoảng thế kỉ thứ 2 công nguyên. Di tích được Bộ văn hóa thông tin xếp hạng cấp quốc gia.
Đình Đông Cốc là nơi thờ Linh Thông Đại vương là người bản xứ, tướng nhà Đinh, có công theo giúp Vua Đinh Tiên Hoàng dẹp loạn 12 sứ quân. Đình Đông Cốc là di tích lịch sử văn hóa cấp quốc gia.

### Truyền thuyết về sự tích Man Nương
Khu phố Mãn Xá ngày nay theo truyền thuyết là nơi sinh ra Man Nương (nàng Mèn). Từ nơi phát tích này, có nhiều câu truyện li kỳ về nàng Man Nương với Phật giáo và sự hình thành Tứ pháp trong Phật giáo và hệ thống các ngôi chùa thuộc hệ thống chùa Tứ pháp.